# 克盧加湖
59°18′30″N 24°14′10″E / 59.30833°N 24.23611°E

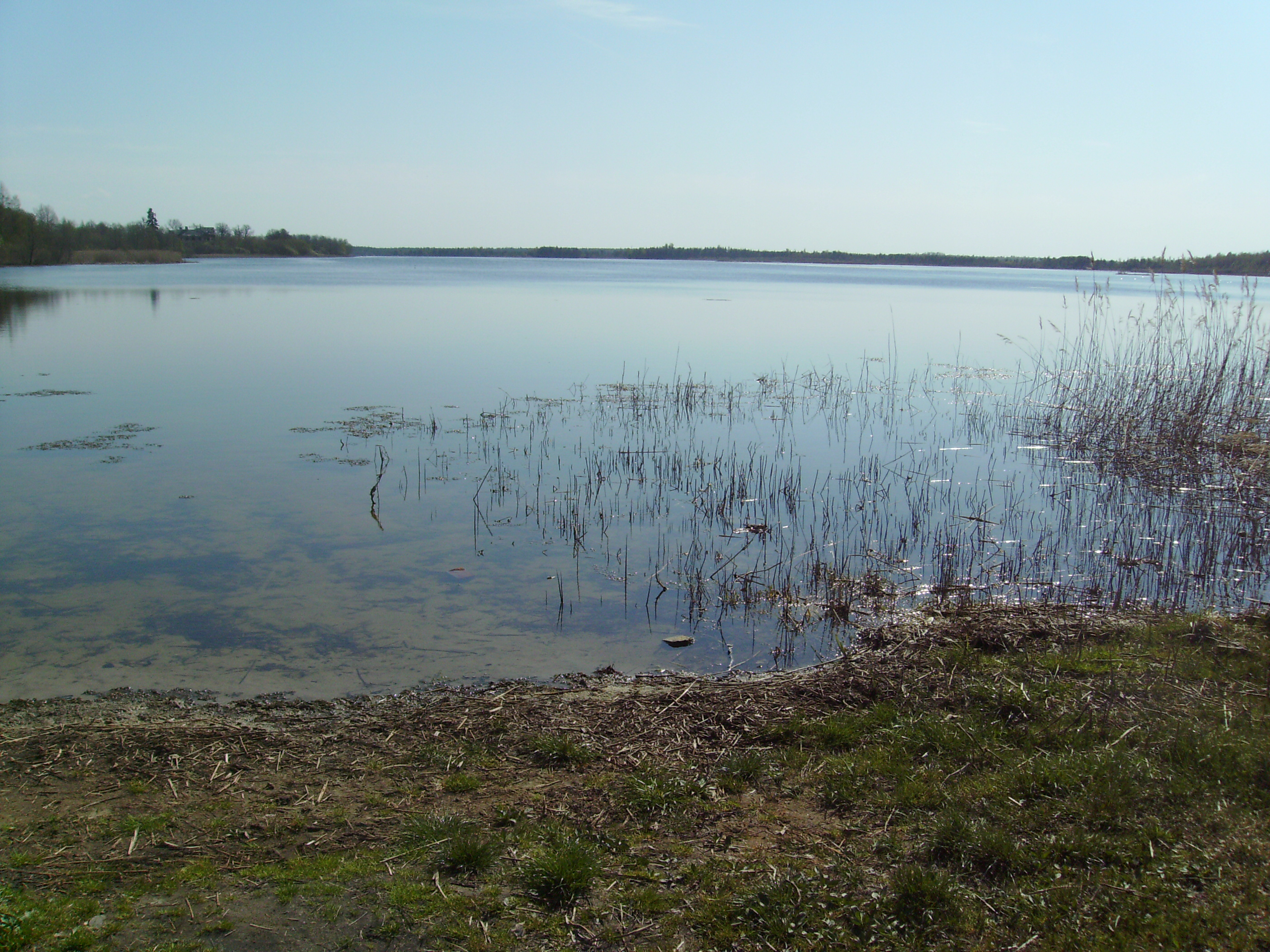

克盧加湖，是愛沙尼亞的湖泊，位於該國北部，由哈爾尤縣負責管轄，長3.1公里、寬0.8公里，面積0.13平方公里，該湖泊海拔高度53米，最大水深4米。